# Gravtjärnen (Anundsjö socken, Ångermanland, 708188-158053)
Gravtjärnen är en sjö i Örnsköldsviks kommun i Ångermanland och ingår i Ångermanälvens huvudavrinningsområde.